# Эдди (Iron Maiden)

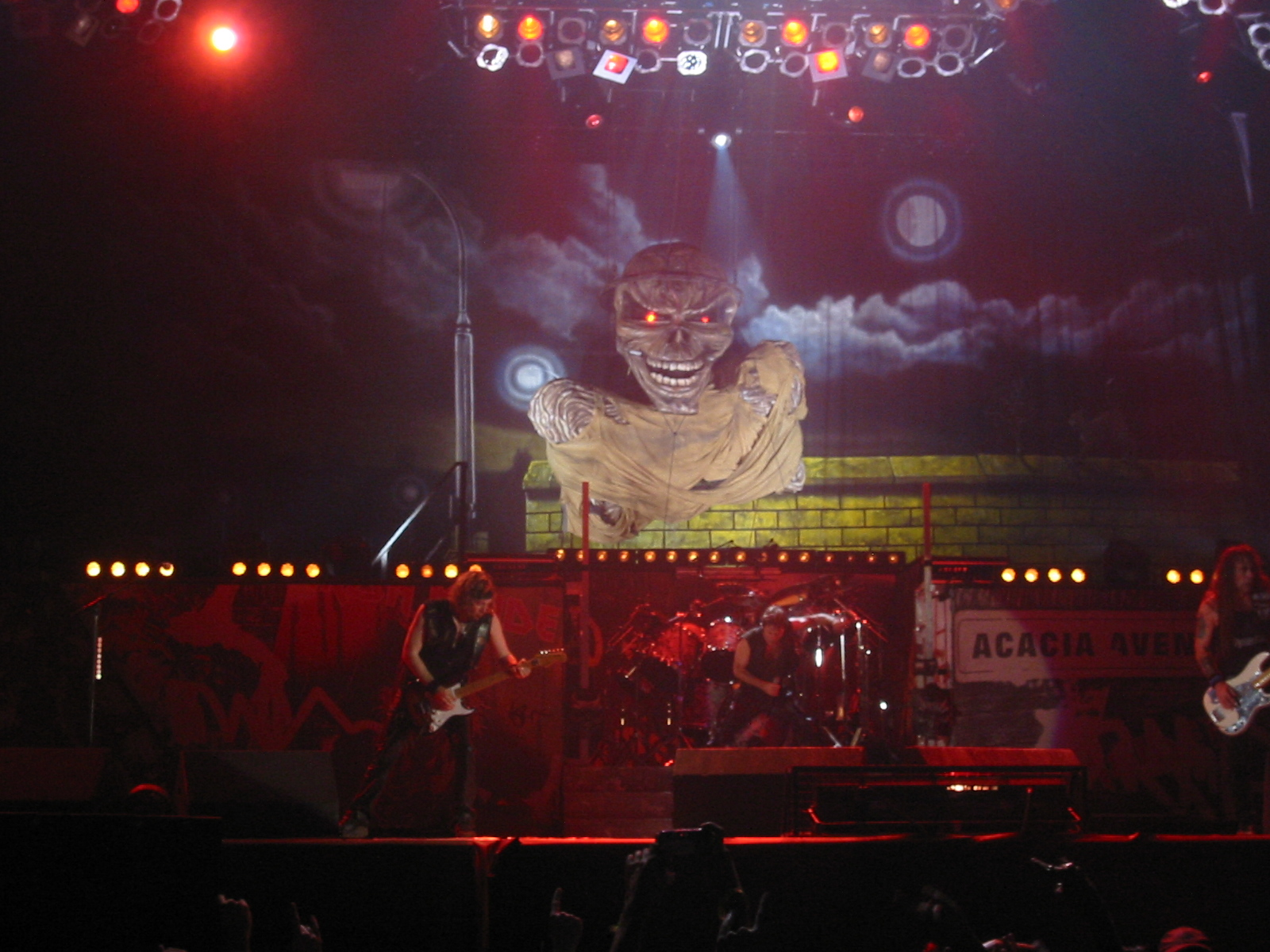
Эдди в оформлении сцены на концерте Iron Maiden.

Э́дди, англ. Eddie, полное имя: Eddie the 'Ead или Edward the Head — символ и маскот британской хеви-метал-группы Iron Maiden. Эдди изображён на всех обложках альбомов группы, часто изображающих весьма устрашающие сцены, а также представлен в декорациях на концертах. Автором маскота является художник Дерек Риггс. Эдди — главный герой шутера «Ed Hunter» и встречается среди персонажей некоторых других игр.

## Происхождение
История образа Эдди восходит корнями к ранним годам Iron Maiden. После того, как группу покинул вокалист Деннис Уилкок, музыканты сохранили его сценический трюк с прокусыванием капсул и изрыганием крови во время концерта, делегировав эти способности маске театра кабуки, которая вместе с логотипом коллектива украшала задник сцены. Маска сразу получила прозвище Eddie the Head (Эдди Голова). Это имя, по утверждению самих музыкантов (эту историю рассказывает Нико Макбрэйн в первой части Listen with Niko), было навеяно старым английским анекдотом:
Эдди родился без рук, ног и туловища, с одной лишь головой. Несмотря на это, родители любили и лелеяли маленького мальчика, дарили ему шапочки и свистульки. Накануне его шестнадцатилетия родители встретили доктора, который сказал, что может дать Эдди тело. Радостные родители без промедления согласились и побежали домой, чтобы обрадовать сыночка. «Эдди, — сказали они ему, — у нас есть для тебя самый лучший подарок». «О, нет! — ответил Эдди, — Что, еще одна грёбаная шляпа?»

## Образы
Все образы в книге Риггса

### В облике зомби
- Iron Maiden — в анфас с открытым ртом
- Killers — с окровавленным топором в руке
- Maiden Japan — с катаной наперевес
- Sanctuary — сидя, всё ещё с ножом, над окровавленной жертвой, которая, как теперь известно, не кто иная, как Маргарет Тэтчер.
- Women in Uniform — стоит в компании двух девушек, а из-за угла к нему подкрадывается карикатурно выглядящая Маргарет Тэтчер с пистолетом-пулемётом Sterling L2 в руках.
- The Number of the Beast — похоже, что Эдди под управлением дьявола, но на самом деле — наоборот.
- Piece of Mind — кричащий Эдди в смирительной рубашке со вскрытым черепом. Впервые Эдди показан лысым. Эта инкарнация Эдди была убита группой на последнем концерте тура Piece of Mind Tour (World Piece Tour) в Дортмунде, Германия, в конце песни «Iron Maiden». Вокалист Брюс Дикинсон открыл череп Эдди, вынул мозг и уничтожил его. Басист Стив Харрис повалил маскота, а гитарист Дэйв Мюррей разбил об него свою гитару.
- Live After Death — в Эдди бьёт молния и он восстаёт из мёртвых.
- Run to the Hills — в схватке с Сатаной.
- Maiden England и Infinite Dreams — Эдди едет на мотоцикле сквозь толпу с британским флагом в руке.
- The Reincarnation of Benjamin Breeg — Эдди в образе полуистлевшего трупа раскапывает могилу некоего Бенджамина Брига.

### В других обликах

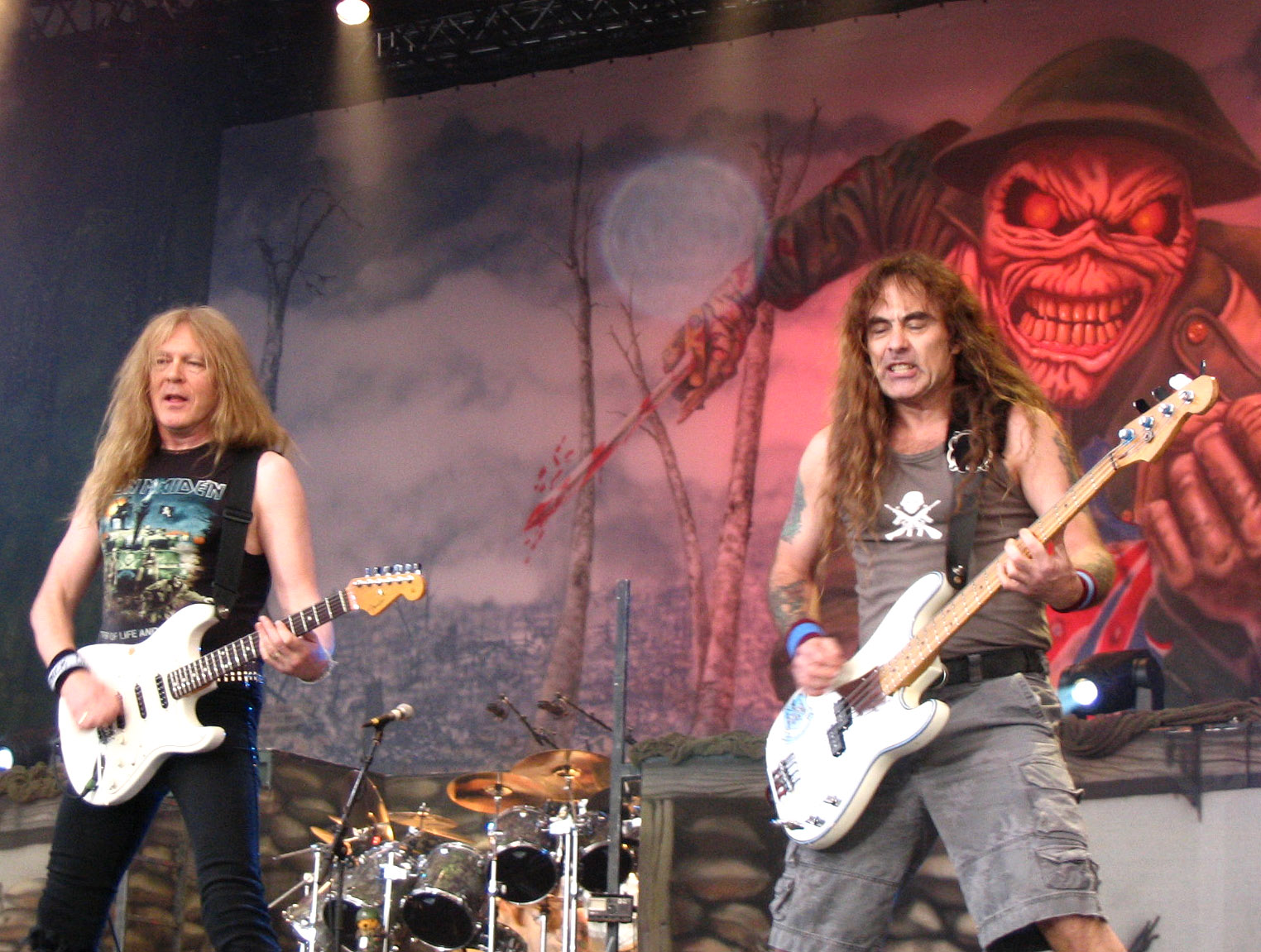
Эдди-солдат

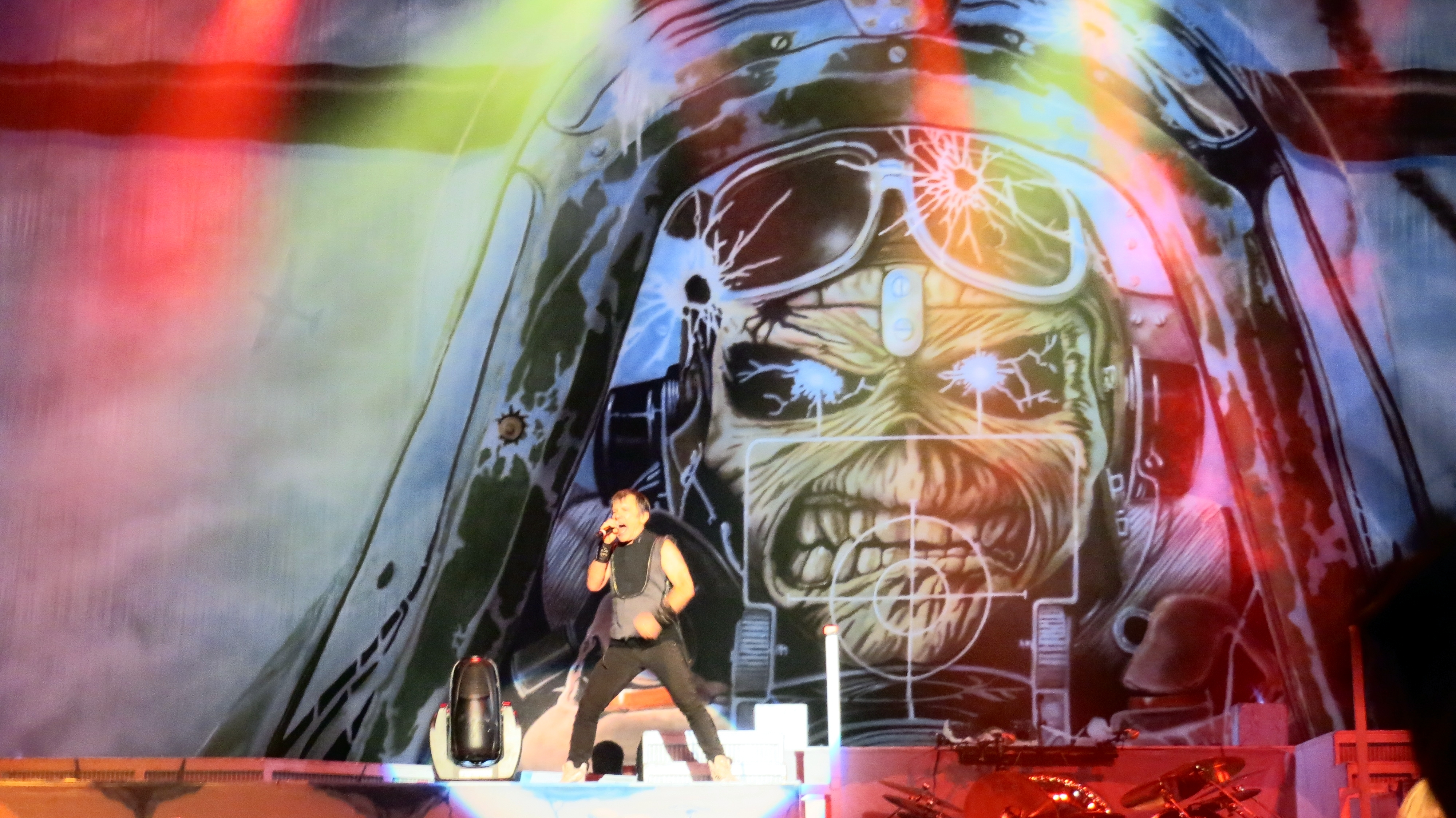
Эдди за штурвалом истребителя

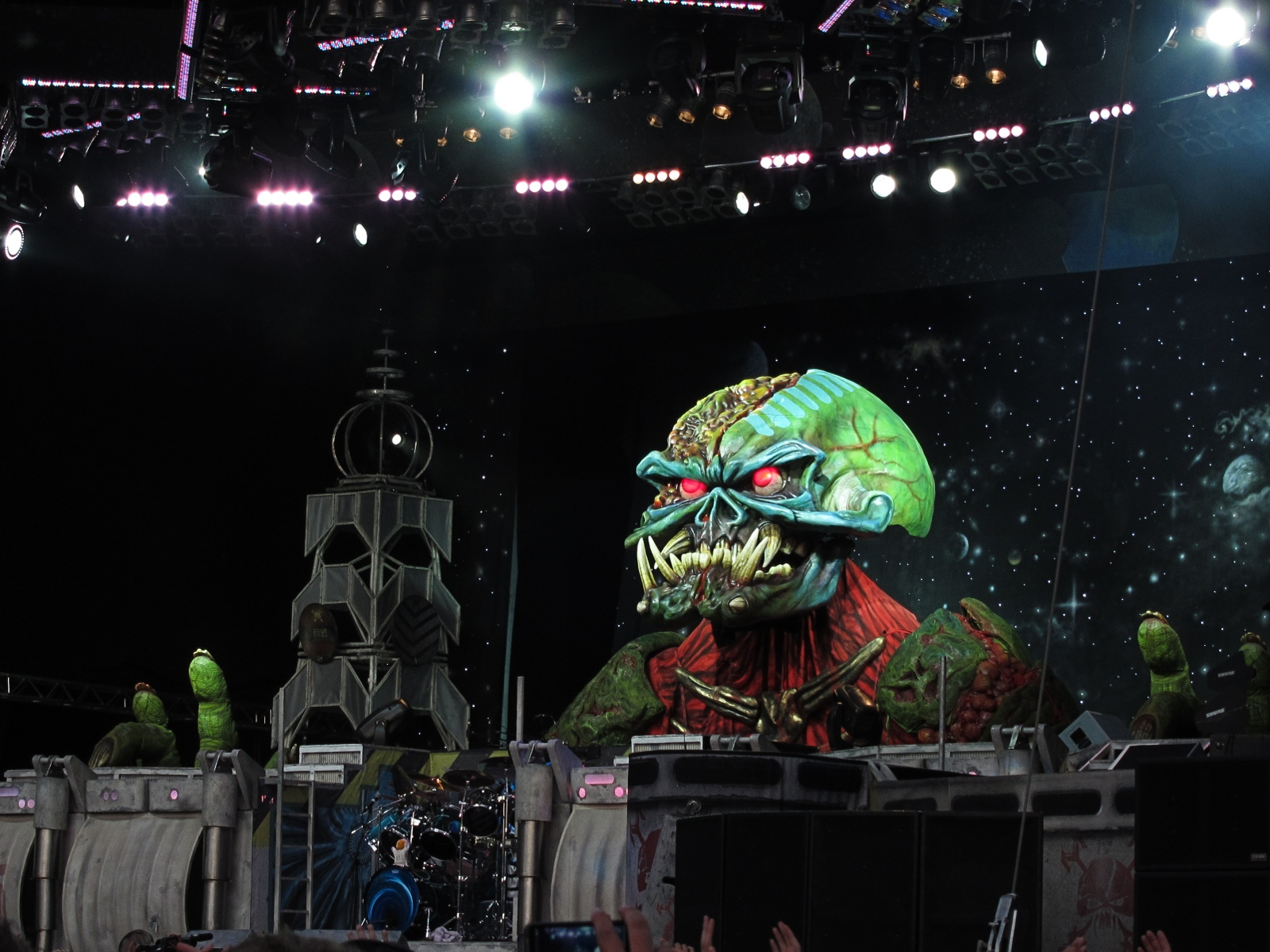
Эдди-инопланетянин на сцене Олимпийского стадиона

- Фараон — на обложке Powerslave, часто в связанных работах изображается в виде мумии, чтобы подчеркнуть обычную зомбийность.
- Лётчик-истребитель — на обложке Aces High в образе пилота британского истребителя Spitfire.
- Киборг — на обложке Somewhere in Time и связанных с этим альбомом работах.
- Древесный монстр — на обложке Fear of the Dark.
- Летучая мышь — на обложке Live at Donington.
- Стив Харрис — на обложке Raising Hell и сингла «Fear of the Dark».
- Терминатор — на обложке Visions of the Beast.
- Брюс Дикинсон — на обложке сингла Run to the Hills 2002.
- Король — на обложке сборника Edward The Great.
- Мрачный жнец — на обложке Dance of Death и альтернативной обложке «Bring Your Daughter… to the Slaughter.» В похожем облике он появляется на обложке «Death on the Road».

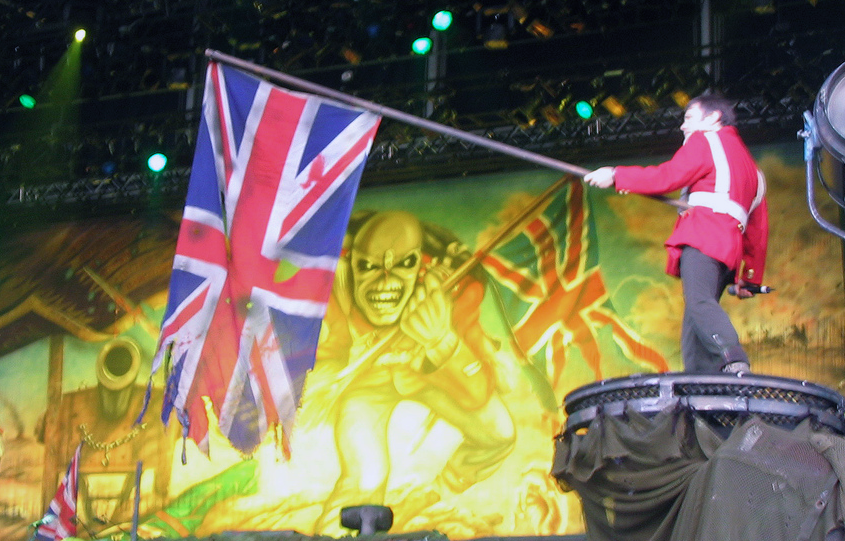
Брюс Дикинсон и Эдди в красных мундирах и с британскими флагами

- Солдат — на обложке A Matter of Life and Death. Изображён стоящим на башне танка в кожаном шлеме с очками авиатора и с автоматом Томпсона. На обложке 2 Minutes to Midnight, у Эдди на голове бандана и черная глазная повязка, а в руках винтовка Энфилд ЕМ-2. На обложке The Trooper Эдди показан в униформе XIX века с саблей и британским флагом со сломанным древком как участник Крымской войны с Россией за Османское наследие.
- Плетёный человек — на обложке одноимённого сингла «The Wicker Man» с альбома Brave New World.
- Инопланетянин — на обложке The Final Frontier и в гастрольном туре с этим альбомом.
- Шаман — на обложке The Book of Souls и The Book of Souls: Live Chapter.
- Самурай — на обложке Senjutsu и в видеоклипе «The Writing on the Wall».

### Особые образы
- Seventh Son of a Seventh Son — верхняя половина рассечённого пополам Эдди парит на фоне психоделического полярного пейзажа, держа в руке нерождённого ребёнка в утробе, вынутой из груди.
- Virtual XI — голова, плечи и левая рука Эдди на кроваво-красном фоне занимают почти всю обложку, оставляя в левом углу зелёное поле под синим небом и сидящего человека в шлеме виртуальной реальности.
- Brave New World — лицо Эдди сформировано из туч над футуристично изображённым Лондоном. Впервые такое лицо из туч складывалось в клипе на песню «Can i play with madness» с альбома Seventh Son of a Seventh Son
- Rock in Rio — обложка концертного альбома изображает сцену, на которой выступает группа. Над сценой из туч сформирована голова Эдди так, что сцена находится на месте рта.

### Образы в видеоигре Iron Maiden: Legacy of the Beast
- Воин клана — Эдди в образе персонажа фильма "Храброе сердце" Уильяма Уоллеса с лицом, раскрашенным в цвета шотландского национального флага, и с мечом в правой руке.
- Призрак — Эдди в образе Призрака Оперы в плаще и маске.
- Хан — Эдди в образе монгольского хана, с саблей в правой руке и беркутом на левом плече.
- Тор — Эдди в образе древнескандинавского бога Тора, с мьельниром в правой руке.
- Викинг — Эдди в образе викинга, с рогатым шлемом на голове и секирой в правой руке.
- Фантом — Эдди в образе популярного персонажа комиксов, созданных Ли Фальком.
- Гай Фокс — Эдди в образе участника Порохового заговора.
- Эдди Одинокая Звезда — в образе техасского рейнджера.
- Эдди из Страны Банд — в образе американского гангстера с автоматом Томпсона в руках.
- Александр Великий — Эдди в образе Александра Македонского, на коне и в античных доспехах.
- Навигатор — Эдди в образе одноногого, однорукого и одноглазого пирата в треуголке.
- Охотник на вампиров — Эдди с молотком и осиновым колом в руках.
- Футболист — Эдди в форме национальных футбольных сборных Аргентины, Бразилии, Мексики, Чили и футбольного клуба "Вестхэм".
- Угольщик — Эдди в новогоднем кафтане и колпаке Санта-Клауса.
- Эдди Скрудж — в образе персонажа повести Чарльза Диккенса "Рождественская песнь в прозе".
- Чернобородый Эдди — в образе пирата Эдварда Тича.
- Вечный Эдди — собирательный образ Эдди Мумии, Эдди Киборга и Эдди Солдата.
- Ложный бог — Эдди в образе рассыпающейся древнеегипетской статуи.
- Пашендальский Эдди — в образе британского солдата времен Первой мировой войны.
- Царь — Эдди в стереотипном образе русского царя, с шубой на плечах и папахой на голове.
- Жрец Муиска — Эдди в образе жреца цивилизации чибча.
- Ведущий Эдди — в образе циркового конферансье.
- Эдди-они — в образе персонажа японской мифологии, с рогами, клыками и мечом.
- Благословенный Эдди — в образе средневекового монаха, с винным бочонком в руках и виселичной петлей на шее.
- Эдди в железной маске — в образе персонажа произведений Александра Дюма (отца).
- Хогманайский Эдди — в традиционном шотландском праздничном одеянии.
- Ритм Зверя — Эдди в образе Нико Макбрейна.
- Гравитационный коллапс — Эдди в образе киборга, держащего в руке черную дыру.

## Признание
Производитель гитар Gibson описал Эдди в 2008 году как «самую узнаваемую металлическую икону в мире, а также одну из самых универсальных», а в 2009 году портал Gigwise назвал его «возможно, самым живучим талисманом группы всех времен».  Многие артисты, на которых повлияла Iron Maiden, высоко ценят свои произведения, например, Джои Джордисон, бывший участник Slipknot, отметил, что он купил свой первый альбом «только благодаря обложке»; Кори Тейлор, также из Slipknot, заявил, что «не было ни одного чувака, с которым я тусовался, который бы не пытался нарисовать Эдди в своих школьных учебниках». Ларс Ульрих из Metallica отмечает, что «у них была лучшая упаковка, самые крутые футболки — вообще всё». Мик Уолл описывает Эдди как «бессмертную душу Iron Maiden, определяющий символ вечно юного, блаженно бескомпромиссного духа музыки группы». 
В 2008 году Эдди получил награду «Icon Award» на церемонии вручения наград Metal Hammer Golden Gods Awards. 
В 2023 году Эдди был изображен на серии памятных марок, выпущенных Королевской почтой Великобритании.